# Вилануева (Њу Мексико)
Вилануева (енгл. Villanueva) насељено је место без административног статуса у америчкој савезној држави Њу Мексико.

## Демографија
По попису из 2010. године број становника је 229.
| Група             | 2000.    | 2010.       |
| Белци             | 0 (0,0%) | 23 (10,0%)  |
| Афроамериканци    | 0 (0,0%) | 0 (0,0%)    |
| Азијати           | 0 (0,0%) | 0 (0,0%)    |
| Хиспаноамериканци | 0 (0,0%) | 205 (89,5%) |
| Укупно            | 0        | 229         |